# Bylakuppe
Bylakuppe est une ville de l'État du Karnataka en Inde, située dans le district de Mysore regroupant Lugsum Samdupling (établi en 1961) et Dickyi Larsoe (établi en 1969), deux camps de réfugiés tibétains adjacents.

## Géographie
La ville la plus proche est Kushalnagar dans la région de Kodagu.

## Histoire
Les camps de réfugiés ont été établis sur la terre louée par le gouvernement de l'État pour abriter certains des réfugiés tibétains qui sont venus en Inde pendant les années 1960, à la suite de l'invasion chinoise militaire du Tibet. Ils consistent en plusieurs petits camps agricoles proches les uns des autres, et des monastères, des couvents et des temples des traditions bouddhistes tibétaines majeures.

## Lieux et monuments
Les plus notables monuments de Bylakuppe sont la grande institution monastique éducative de Séra, le petit monastère de Tashilhunpo (tous deux de la tradition Gelugpa) et le monastère de Namdroling (de la tradition Nyingma).
Le spectaculaire Golden Temple est particulièrement renommé parmi les temples et est une attraction touristique majeure de la région.

## Personnalités
- Penpa Tsering
- Tashi Wangdu
- Tenzing Dolma
- Phurbu T. Namgyal